# 安茹 (伊泽尔省)
安茹（法語：Anjou，法語發音：[ɑ̃ʒu] ⓘ）是法国伊泽尔省的一个市镇，属于维埃纳区。

## 地理
安茹（45°20'49"N, 4°52'55"E）面积5.03 平方千米，位于法国奥弗涅-罗讷-阿尔卑斯大区伊泽尔省，该省份为法国东南部内陆省份，北起顺时针与安省、萨瓦省、上阿尔卑斯省、德龙省、阿尔代什省、卢瓦尔省和罗讷省。
与安茹接壤的市镇（或旧市镇、城区）包括：萨讷河畔萨莱斯、索奈、维尔苏桑茹、阿年、布热尚巴吕。

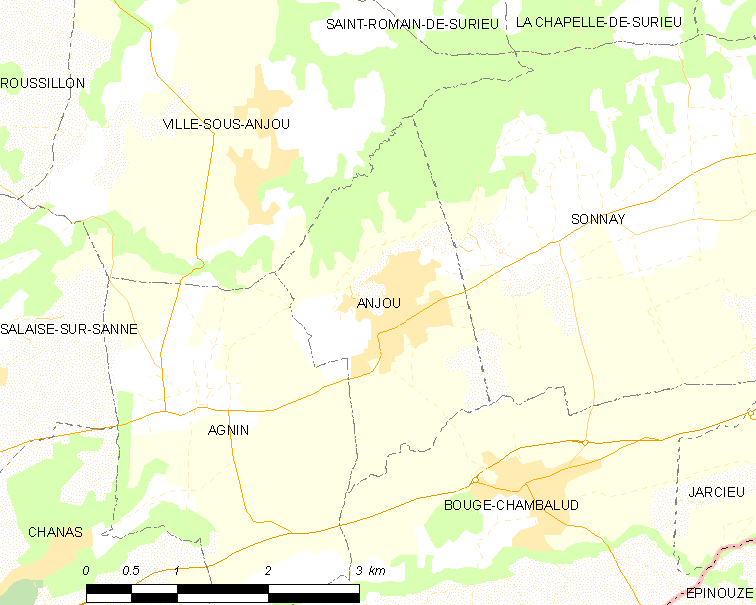
的OSM定位图

安茹的时区为UTC+01:00、UTC+02:00（夏令时）。

## 行政
安茹的邮政编码为38150，INSEE市镇编码为38009。

## 政治
安茹所属的省级选区为鲁西永县。

## 人口

1962-2008年间人口变化图示

安茹于2022年1月1日时的人口数量为1023人。